# Maart 2008
Dit artikel geeft een chronologisch overzicht van belangrijke gebeurtenissen per dag in de maand maart van het jaar 2008.

## Gebeurtenissen

### 1 maart
- Bij Israëlische acties in de Gazastrook komen tientallen personen om, zowel militanten van Hamas als burgers, plus twee militairen. Dit is daarmee in het conflict tussen Israël en de Palestijnen de bloedigste dag in jaren. Ban Ki-moon, de secretaris-generaal van de Verenigde Naties, veroordeelt de actie als "buitensporig en onevenredig".
- Bij een actie van het Colombiaanse leger tegen een kamp van de opstandelingenbeweging FARC, nabij de Colombiaanse grens in Ecuador, wordt de tweede man van de organisatie - Raúl Reyes - gedood. Ecuador en Venezuela veroordelen de actie en brengen troepen samen bij de grens.

### 2 maart
- Zoals verwacht wint Dmitri Medvedev van Verenigd Rusland, de kandidaat die door de huidige president Vladimir Poetin naar voren was geschoven, de presidentsverkiezingen in Rusland.
- President Mahmoud Abbas van de Palestijnse Autoriteit verbreekt vanwege de Israëlische acties in de Gazastrook de banden met Israël.

### 4 maart
- Amerikaanse presidentsverkiezingen 2008: Hillary Clinton wint de voorverkiezingen in Texas en Ohio. Ze blijft daardoor in de buurt van Barack Obama, die bij de Democraten nog steeds de meeste gedelegeerden heeft. John McCain wint ook en heeft nu genoeg gedelegeerden verzameld om de Republikeinse presidentskandidaat te worden.
- Ian Paisley (81) kondigt zijn aftreden aan als premier van Noord-Ierland en leider van de Democratische Unionistische partij.

### 6 maart
- Een Palestijnse schutter dringt een joodse religieuze school in Jeruzalem binnen en schiet acht personen dood.

### 8 maart
- In de Ofotfjord wordt een herdenking gehouden voor de Britse torpedobootjager HMS Hunter (H35). Deze was in de Slag bij Narvik van 10 april 1940 door de Duitsers tot zinken gebracht, waarbij 110 bemanningsleden verdronken. Op 5 maart 2008 werd zijn ligging met behulp van sonarapparatuur ontdekt.

### 9 maart
- De sociaaldemocratische Partido Socialista Obrero Español van de Spaanse premier Zapatero wint de verkiezingen voor een nieuw parlement en verovert 169 van de 350 zetels in het Huis van Afgevaardigden. De conservatieve Partido Popular van José María Aznar wordt tweede met 153 zetels.

### 10 maart
- Een amateurarcheoloog blijkt de afgelopen maanden in een Vlissingse afvalberg onder meer 28 vuistbijlen uit de Oude Steentijd te hebben gevonden, afkomstig van de Noordzeebodem voor de Engelse kust.

### 11 maart
- De Belgische staat wordt veroordeeld tot het betalen van 35 miljoen euro aan een aantal Joodse families vanwege oorlogsschade.

### 12 maart
- Lazare Ponticelli, de laatste Franse veteraan uit de Eerste Wereldoorlog, overlijdt op 110-jarige leeftijd. Ponticelli gold tevens als de tot dan toe oudste man in Frankrijk.
- Gouverneur Eliot Spitzer van New York legt zijn ambt neer nadat hij in opspraak is geraakt door onthullingen van The New York Times over zijn regelmatige prostitueebezoeken.

### 14 maart
- Koningin Beatrix opent Corpus. Dit Nederlandse museum bestaat deels uit een 35 meter hoog menselijk model waarin men de werking van het menselijk lichaam kan bekijken.

### 15 maart
- In de buurt van de Albanese plaats Gërdec ontploft een opslagplaats voor munitie die onder beheer van de NAVO wordt ontmanteld. De explosies houden veertien uur aan en richten een enorme ravage aan. Zeker zeventien mensen komen om, ruim driehonderd anderen raken gewond.

### 16 maart
- De raad van bestuur van de verlieslijdende luchtvaartmaatschappij Alitalia geeft zijn goedkeuring aan een overname door branchegenoot Air France-KLM. Er is nog geen bindend bod bekendgemaakt.

### 17 maart
- In Kosovo worden soldaten van de NAVO en de VN door woedende Serven bestookt. Deze zijn het niet eens met de afsplitsing van de provincie van Servië.

### 18 maart
- De Duitse bondskanselier Angela Merkel houdt in het Duits een toespraak in het Israëlische parlement de Knesset. Zij spreekt daarin uit dat Duitsland zich nog steeds schaamt over de Holocaust en dat Duitsland instaat voor de veiligheid van Israël, vooral met het oog op de dreiging van Iran.
- Dalai lama Tenzin Gyatso roept op tot een einde aan de gewelddadige protesten in Tibet en ontkent Chinese aantijgingen dat hij verantwoordelijk zou zijn voor het oproer. Hij dreigt met aftreden als hoofd van Tibets regering-in-ballingschap bij verdere toename van het geweld.

### 19 maart
- Hugo Claus, een van de bekendste en veelzijdigste Vlaamse schrijvers alsook de meest gelauwerde, overlijdt op 78-jarige leeftijd. Claus leed aan de ziekte van Alzheimer en koos voor vrijwillige euthanasie.

### 20 maart
- De Belgische koning Albert II beëdigt de regering-Leterme, waarmee een einde komt aan een negen maanden durende formatie en de interim-regering-Verhofstadt III.

### 22 maart
- De Zwitser Fabian Cancellara wint de wielerklassieker Milaan - San Remo. Filippo Pozzato en Philippe Gilbert maken het podium compleet.

### 24 maart
- De Olympische vlam wordt in Olympia door de Griekse actrice Maria Nafpliotou aangestoken. De vlam zal op 31 maart in Peking aankomen, waarna het vuur een wereldreis gaat maken en op 6 augustus 2008 weer in Peking zal terugkomen.

### 25 maart
- In de Bibliotheca Amploniana, onderdeel van de universiteitsbibliotheek van de Duitse stad Erfurt, zijn kortgeleden zes nieuwe preken van kerkvader Augustinus in een handschrift uit de twaalfde eeuw aangetroffen.
- Door sneeuwval en hagel vormt zich in Nederland een van de drukste ochtendspitsen aller tijden. Volgens een schatting van de ANWB stond er op het hoogtepunt 888 kilometer file op de snelwegen.

### 27 maart
- In de Noord-Franse stad Charleville-Mézières begint de rechtszaak tegen Michel Fourniret en zijn vrouw. Hij wordt ervan verdacht zeven meisjes en jonge vrouwen uit België en Frankrijk te hebben ontvoerd, verkracht en vermoord. Zijn vrouw wordt verdacht van medeplichtigheid.
- De Nederlandse politicus Geert Wilders (PVV) stelt zijn lang aangekondigde en veelbesproken zestien minuten durende anti-Koranfilm Fitna via het internet voor verspreiding beschikbaar.
- In Nature melden Spaanse paleontologen de vondst van resten van een homo antecessor in de bergen van Noordoost-Spanje. De resten zouden 1,2 miljoen jaar oud zijn en de eerste menselijke bewoning van westelijk Europa betreffen.

### 28 maart
- Amerikaanse geluidshistorici hebben aangetoond dat niet Thomas Edison maar de Franse uitvinder Édouard-Léon Scott de Martinville de allereerste geluidsopname heeft gemaakt. Het gaat om een uit 1860 daterende, tien seconden durende opname van het bekende liedje Au Clair de la Lune.

### 29 maart
- De parlementsverkiezingen in Zimbabwe worden gewonnen door de oppositie. Het Afrikaanse land wordt sinds de onafhankelijkheid in 1980 geregeerd door (minister-)president Robert Mugabe (84), die zich steeds meer heeft ontpopt als een dictator. Zimbabwe kampt met grote problemen, onder meer met een inflatie van over de honderdduizend procent. Wikinieuws

### 30 maart
- In heel Europa (behalve IJsland) gaat de zomertijd in: om 2:00 uur worden daartoe alle klokken een uur vooruitgezet. De terugkeer naar de winter- of normale tijd volgt op 26 oktober.

### 31 maart
- De Franse architect Jean Nouvel krijgt de Pritzker Prize voor architectuur. Hij is de ontwerper van onder meer het Musée du quai Branly en de Torre Agbar.
- Een delegatie van het Belgische middenveld presenteert een rapport over de volgens haar schrijnende toestanden in Palestijns gebied, waarbij professor Rik Coolsaet de politiek van Israël aanklaagt omdat die volgens hem ingaat tegen het internationaal recht.
- Bij een vliegtuigongeluk met een Cessna Citation I in het Engelse graafschap Kent komen vijf inzittenden om het leven. Het vliegtuig stort neer op een woonhuis, waar op dat moment niemand aanwezig is.
- Bert van Marwijk tekent een tweejarig contract als bondscoach van het Nederlands voetbalelftal.

<< · januari · februari · maart · april · mei · juni · juli · augustus · september · oktober · november · december · >>